# Empoasca lecta
Empoasca lecta är en insektsart som beskrevs av Rowland Southern 1982. Empoasca lecta ingår i släktet Empoasca och familjen dvärgstritar. Inga underarter finns listade i Catalogue of Life.